# Jake MacDonald
Jake MacDonald (Winnipeg, 6 de abril de 1949-Puerto Vallarta, 30 de enero de 2020) fue un autor canadiense. MacDonald produjo ocho libros y cientos de artículos en revistas canadienses.

## Biografía
MacDonald nació en Winnipeg, Manitoba y fue alumno de St. Paul's High School, promoción de 1967. MacDonald recibió una licenciatura en inglés de la Universidad de Manitoba en 1971. Después de graduarse, MacDonald fue carpintero y guía de pesca antes de convertirse en escritor a tiempo completo.
Durante veinticinco años produjo diez libros de ficción y no ficción, numerosos relatos cortos y cerca de doscientos relatos para muchas de las principales publicaciones de Canadá, incluidas The Globe and Mail, Outdoor Canada, Canadian Geographic, Maclean's, Cottage Life, Canadian Business y The Walrus. Su escritura obtuvo más de veinticinco premios. Las memorias Houseboat Chronicles: Notes from a Life in Shield Country ganó tres premios en todo el país, incluido el Premio Pearson Writers 'Trust for Nonfiction en 2002.
Su novela para adultos jóvenes de 1997 Juliana and the Medicine Fish se convirtió en un largometraje en 2015. En 2019, su primera obra The Cottage se representó en el escenario principal John Hirsch del Royal Manitoba Theatre Centre. También en 2019, MacDonald ganó el premio "Making a Mark Award" del Winnipeg Arts Council.
MacDonald falleció el 30 de enero de 2020 tras una caída en una vivienda que estaba construyendo en Puerto Vallarta, México. Tenía 70 años.

## Obras
- Indian River - 1981
- The Bridge Out of Town - 1986
- Two Tickets to Paradise - 1990
- Raised by the River- 1992
- Juliana and the Medicine Fish - 1997
- The Lake: An Illustrated History of Manitobans' Cottage Country - 2001
- Houseboat Chronicles: Notes from a Life in Shield Country - 2002
- With the Boys: Field Notes on Being a Guy - 2005
- Grizzlyville: Adventures in Bear Country - 2009
- Casting Quiet Waters: Reflections on Life and Fishing (editado) - 2014